# Aksel Lund Svindal
Aksel Lund Svindal, né le 26 décembre 1982 à Lørenskog, est un skieur norvégien polyvalent. Vainqueur du classement général de la Coupe du monde en 2007 et 2009, il est sacré champion olympique de super-G en 2010 et de descente en 2018, où il est le premier champion olympique norvégien dans cette discipline. Il a gagné neuf médailles dont cinq titres aux championnats du monde entre 2007 et 2019, et compte 80 podiums en Coupe du monde, dont 36 victoires dans quatre disciplines. 
Sa carrière sportive débute en 1998. Il gagne quatre médailles à l'occasion des championnats du monde junior en 2002 dont un titre en combiné. Svindal fait ses débuts en Coupe du monde lors de la saison 2002 et remporte sa première épreuve en novembre 2005. Il compte trois médailles olympiques remportées en 2010 à Vancouver dont un titre en super G, ainsi que huit médailles aux Championnats du monde dont cinq titres (deux en combiné, deux en descente et un en slalom géant). 
Skieur polyvalent par excellence, il marque les années 2000 et 2010 en coupe du monde en remportant deux gros globes de cristal (2007 et 2009) et neuf petits globes de cristal dans les épreuves de descente, super G, slalom géant et combiné, succédant au palmarès à ses illustres compatriotes Kjetil André Aamodt et Lasse Kjus. Vainqueur de la descente le 15 février 2018 à PeyongChang, il est devenu à 35 ans et 51 jours le plus vieux médaillé d'or olympique du ski alpin. 
Après avoir signé la 36e et dernière victoire de sa carrière en Coupe du monde, lors du Super G de Val Gardena le 14 décembre 2018, il annonce un mois plus tard qu'il prend sa retraite sportive et dispute ses dernières courses lors des championnats du monde 2019  à Åre. Son ultime départ se conclut le 9 février par la médaille d'argent de la descente à deux centièmes de seconde de son coéquipier Kjetil Jansrud.

## Biographie

### Repères biographiques
Aksel Lund Svindal est né à Lørenskog dans le comté d'Akershus en Norvège, près d'Oslo. Baignant dans une famille amateur de ski alpin, sa mère Ina a été membre de l'équipe de ski alpin de Norvège en coupe d'Europe B et son frère Simen a disputé de nombreuses épreuves en FIS Race dans les années 2000, il commence à skier dès l'âge de trois ans, d'abord à Fetsund puis à Skedsmo, par ailleurs ses grands-parents possédaient un chalet à Geilo où Svindal y passait ses vacances. Alors qu'il a huit ans, sa mère décède en couches, et l'enfant né ne vivra qu'un an. En son honneur, il accole son nom de jeune fille à son nom de famille (Lund n'est donc pas un deuxième prénom, à l'inverse d'André pour Kjetil André Aamodt). À l'âge de quinze ans, il déménage à Oppdal pour intégrer l'école de sport dont il sort diplômé quatre ans plus tard, il y participe aux épreuves junior dans son pays à 1999 en intégrant l'équipe de Norvège junior.
Il était en couple avec une autre skieuse professionnelle, l'Américaine Julia Mancuso, championne olympique de slalom géant en 2006. Mais ils se sont séparés en septembre 2013.
En septembre 2022, il annonce qu'il est atteint d'un cancer des testicules mais se montre confiant sur ses chances de guérison.

### 1999-2002: ses débuts et ses quatre médailles aux mondiaux junior de 2002
À l'âge de seize ans, il participe à ses premières courses reconnus par la fédération internationale lors de la saison 1999 en Norvège en slalom et slalom géant dans un premier temps puis en super G et descente. Âgé de dix-huit ans, il est retenu pour participer aux Championnats du monde junior 2000 au Québec où ses adversaires sont nés majoritairement entre 1980 et 1981, accompagné d'Andreas Loechen. Il ne réalise qu'un seul top 30 avec une 28e place en slalom. Il termine la saison 2000 avec deux top 15 aux Championnats de Norvège avec une onzième place en slalom et une quinzième en slalom géant.
Lors de la saison 2001, il dispute ses premières épreuves en Coupe d'Europe, sélectionné à quelques occasions par l'équipe de Norvège. La première épreuve en coupe d'Europe (antichambre de la Coupe du monde) se ponctue par 43e place en slalom géant à Levi (Finlande). Il dispute cette saison-là ses deuxièmes Championnats du monde junior organisés à Verbier (Suisse) et réalise des performances intéressantes avec deux 13e places en descente et en slalom géant.
Il commence la saison 2002 par sa première participation à sa première épreuve de coupe du monde le 28 octobre 2001 à Sölden en disputant un slalom géant sans parvenir à se qualifier pour la seconde manche, côtoyant à cette occasion Kjetil André Aamodt, Lasse Kjus, Truls Ove Karlsen, Bjarne Solbakken et Kenneth Siversen, suivi du week-end à Aspen pour deux slaloms où il ne se qualifie pas non plus pour une seconde manche. Ensuite, il dispute en grande partie la saison de coupe d'Europe en réalisant tout d'abord son premier top 10 avec une dixième place en slalom géant à Damüls (Autriche) puis un top 5 avec une cinquième place en slalom à Zoldo (Italie). Vient ensuite sa troisième participation aux championnats du monde junior en Italie où Svindal est présenté comme l'une des têtes d'affiche. Il fait honneur à cette réputation en remportant d'entrée une médaille de bronze en descente suivie d'une médaille d'argent en super G derrière l'Italien Peter Fill et une nouvelle médaille de bronze en slalom, il ponctue cette édition d'un titre mondial en combiné devant l'Américain Steven Nyman et l'Autrichien Alexander Koll, l'épreuve de slalom géant ayant été annulée, il est le seul skieur lors des mondiaux junior de 2002 à remporter une médaille dans chacune des épreuves, chez les femmes l'Américaine Julia Mancuso remporte trois titres (descente, slalom géant et combiné).

### 2003-2005: arrivée en coupe du monde et une première médaille aux mondiaux

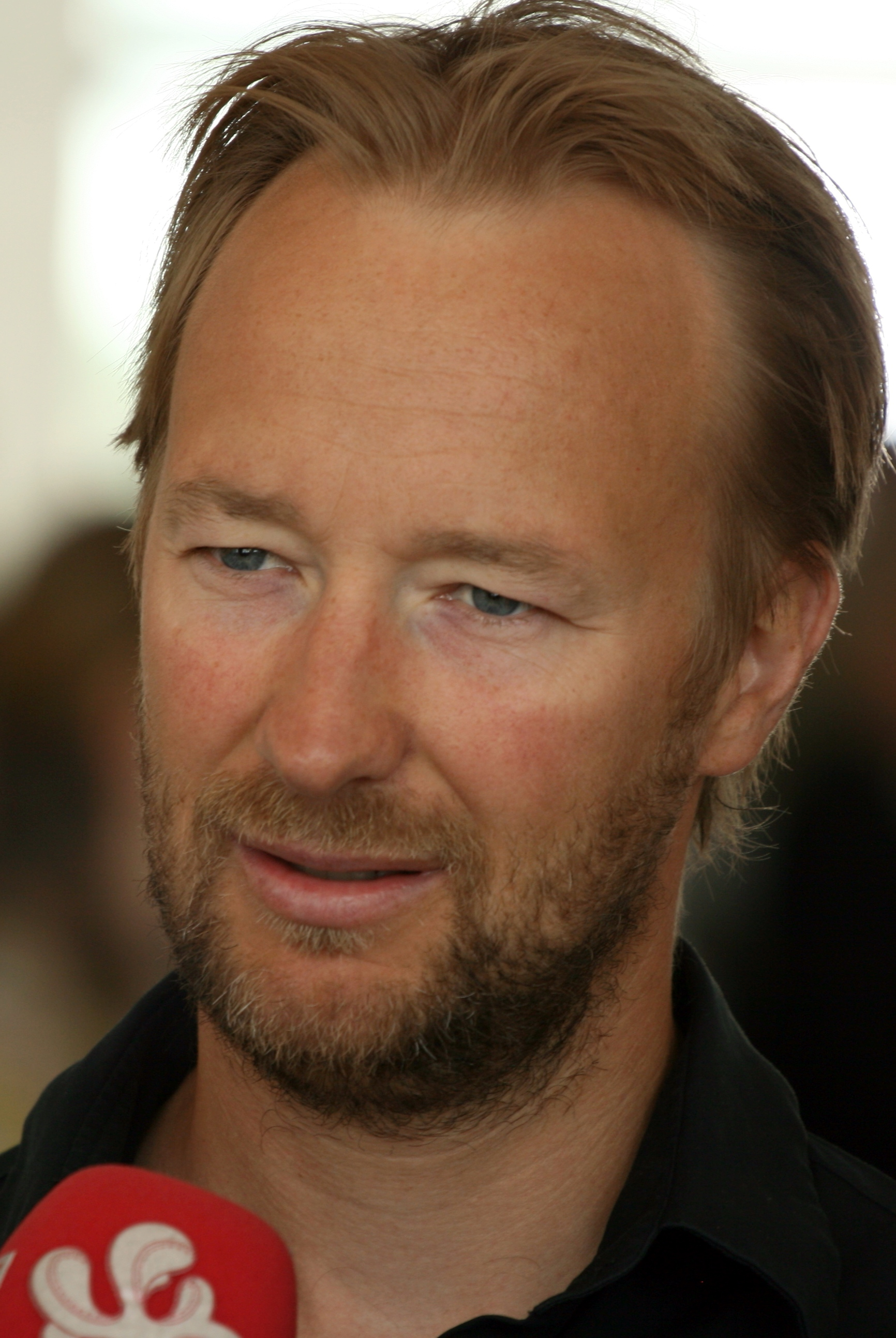
Svindal a pu compter sur l'expérience de son compatriote Kjetil André Aamodt à ses débuts en coupe du monde.

Lors de la saison 2003, il place ses efforts en slalom et en slalom géant. Il la commence en coupe d'Europe et monte sur son premier podium lors d'un slalom à Levi derrière l'Autrichien Hannes Reichelt, un mois plus tard il enregistre sa première victoire sur le circuit de la coupe d'Europe lors d'un slalom géant à San Vigilio devant Reichelt. Ses excellents résultats l'amènent à être pris par l'équipe de Norvège en coupe du monde. Il y marque ses premiers points au slalom géant de Val d'Isère le 15 décembre 2002 où malgré un dossard 54 il prend la 23e place. Il marque les esprits le week-end suivant en coupe du monde en prenant la sixième place du super G de Val Gardena avec un dossard 56. L'équipe de Norvège l'aligne alors sur les épreuves sur toutes les formats d'épreuves en coupe du monde et ne lui donne des autorisations en coupe d'Europe uniquement pour les slaloms. Le 23 janvier 2003, il monte pour la première fois sur un podium en coupe du monde avec une seconde place obtenue à Kitzbühel en combiné derrière l'Autrichien Michael Walchhofer.
En raison de ses bonnes performances, la Norvège le sélectionne pour participe à ses premiers championnats du monde qui ont lieu à Saint-Moritz en descente, super G, slalom géant et combiné, il fait partie des plus jeunes concurrents à y participer avec Fill ou le Suisse Marc Berthod. Il accompagne ses compatriotes Aadmodt, Kjus, Karlsen et Solbakken. Il sort lors du super G et de l'épreuve de descente du combiné mais obtient la 22e place en super G, enfin il est tout près d'une médaille en slalom géant avec une 5e place malgré un dossard 25. Après cet événement, il confirme son talent en slalom en remportant deux épreuves de coupe d'Europe où il remporte le classement du slalom et obtient une troisième place au général derrière les Autrichiens Norbert Holzknecht et Reichelt, et poursuit la saison en coupe du monde. Il participe aux finales de la coupe du monde en super G (24e place) et en slalom géant (18e place) où seuls les 25 premiers du classement peuvent participer aux finales en fin de saison, il la termine au 39e rang mondial du général. En fin de saison, il remporte le titre national en slalom et en slalom géant.
Pour la saison 2004, il est définitivement incorporé en coupe du monde avec l'équipe de Norvège et y effectue une saison complète dans toutes les disciplines. Régulièrement dans les points, c'est à nouveau lors du super G de Val Gardena qu'il y fait son premier top 10 de la saison avec une 6e place. Il n'obtient aucun podium cette saison-là, se contentant de plusieurs top 10 en slalom géant, super G et combiné. C'est toutefois une saison régulière puisque Svindal termine à la 19e place du général et entre dans le top 15 mondial du super G. C'est d'ailleurs dans cette discipline ainsi qu'en slalom géant qu'il dispute les finales de la coupe du monde à Sestrières. Le géant étant annulé, il une quinzième place en super G. Il termine sa saison avec deux titres nationaux en super G et en slalom.
La saison 2005 est axée sur les championnats du monde de Bormio en février 2005. Il commence la coupe du monde en ratant son premier podium en slalom géant avec une 4e place puis en super G avec une 5e place à Val Gardena et Kizbühel. Mais sa régularité paie et il est sélectionné aux mondiaux dans toutes les disciplines. Tout d'abord, il prend part au super G qu'il termine à une 7e place mais lors de l'épreuve suivante il obtient sa première médaille dans un championnat du monde avec une médaille d'argent obtenu en combiné derrière l'Autrichien Benjamin Raich et accompagné par l'Italie Giorgio Rocca sur la troisième marche. Il réalise après d'honorables performances en prenant la 7e place de la descente, la 6e du slalom géant et la 12e du slalom. Il est le plus jeune médaillé de ses mondiaux. En coupe du monde, sa saison est à l'image de la saison précédente c'est-à-dire régulière, il participe aux finales de Lenzerheide dans les disciplines du super G et du slalom géant, et termine à la 21e place du général. Il ajoute un titre national en slalom géant en fin de saison.

### 2006: Svindal dans le top 3 mondial et un petit globe de super G
La saison 2005-2006 est pour Svindal d'un tout autre niveau, avec pour objectif d'être performant aux jeux olympiques de Turin. Il remporte son premier succès en coupe du monde le 27 novembre 2005 à Lake Louise dans le super G devant Raich et Daron Rahlves. Ce succès lance de la meilleure des façons sa coupe du monde puisqu'il collectionne les places dans le top 10 dans toutes les disciplines malgré une blessure aux côtes. Il monte sur un second podium lors du combiné de Kitbühel en janvier 2006. Avant les Jeux olympiques, Svindal occupe la sixième place du classement général de la coupe du monde, aidé par sa polyvalence et ses grandes performances en super G où il occupe la deuxième place derrière Ralhves, ce qui lui permet de postuler à une place sur le podium final à la lutte avec Walchhofer, Miller, Hermann Maier, Rahlves, Aamodt et Kalle Palander, Benjamin Raich compte alors plus de 400 points d'avance.
Aux Jeux olympiques de Turin, Svindal est aligné dans les cinq épreuves olympiques. Il prend d'entrée la 21e place de la descente remportée par le Français Antoine Dénériaz. Dans l'épreuve du combiné, il prend la 3e place de la descente et se positionne comme l'un des favoris pour la médaille, mais abandonne dans l'épreuve du slalom. Le super G représente sa plus grande chance de médaille, mais un mauvais départ avec la 12e place au premier temps intermédiaire handicape sa course pour une 5e place d'une épreuve remporté par son compatriote Aamodt. En slalom géant, il réalise le 6e de la première manche, en seconde manche il prend la tête avant le passage des cinq derniers concurrents mais tous lui passent pour finir à la 6e place. Enfin, en slalom, il prend la 21e place de la première manche puis sort en deuxième manche.
Après des Jeux olympiques au goût d'inachevé, Svindal se remet en selle pour la fin de la coupe du monde. Au géant de Yongpyong (Corée du Sud), il prend la troisième place du géant et collectionne alors les top 10 jusqu'en fin de saison avec une 6e place en géant de nouveau à Yongpyong et en slalom à Shiga Kogen (Japon) et une 8e place au deuxième slalom de Shiga Kogen. Il est qualifié pour les finales dans les quatre disciplines et peut prétendre au podium final. Svindal occupe désormais le troisième rang et compte 21 points de retard sur le second Walchhofer, Raich a déjà le gros globe de gagné. Aux finales d'Åre, il remporte la première descente de sa carrière devant Miller et Fill, et prend la deuxième place du général à trois épreuves de la fin. Le lendemain en super G, il est en concurrence avec Hermann Maier pour le globe de la spécialité en comptant huit points de retard. Les deux s'élancent avec les deux derniers dossard. Svindal, avec le dossard 25 prend la troisième place provisoire avant le départ de Maier avec le dossard 26. Maier termine quatrième à neuf centièmes de seconde de Svindal qui remporte le premier petit globe de sa carrière à 23 ans avec deux points d'avance seulement. Svindal conforte sa seconde place où seul Bode Miller peut désormais l'en éjecter. En slalom géant, il fait une contre-performance en sortant de la première manche, mais Miller fait également la même chose, Svindal sait alors qu'il ne peut plus être rejoint à cette seconde place du général. Il termine la coupe du monde sur une 7e place en slalom. En toute fin de saison, il s'adjuge les titres nationaux de la descente, du slalom géant et du slalom.

### 2007: deux titres mondiaux et le gros globe de cristal

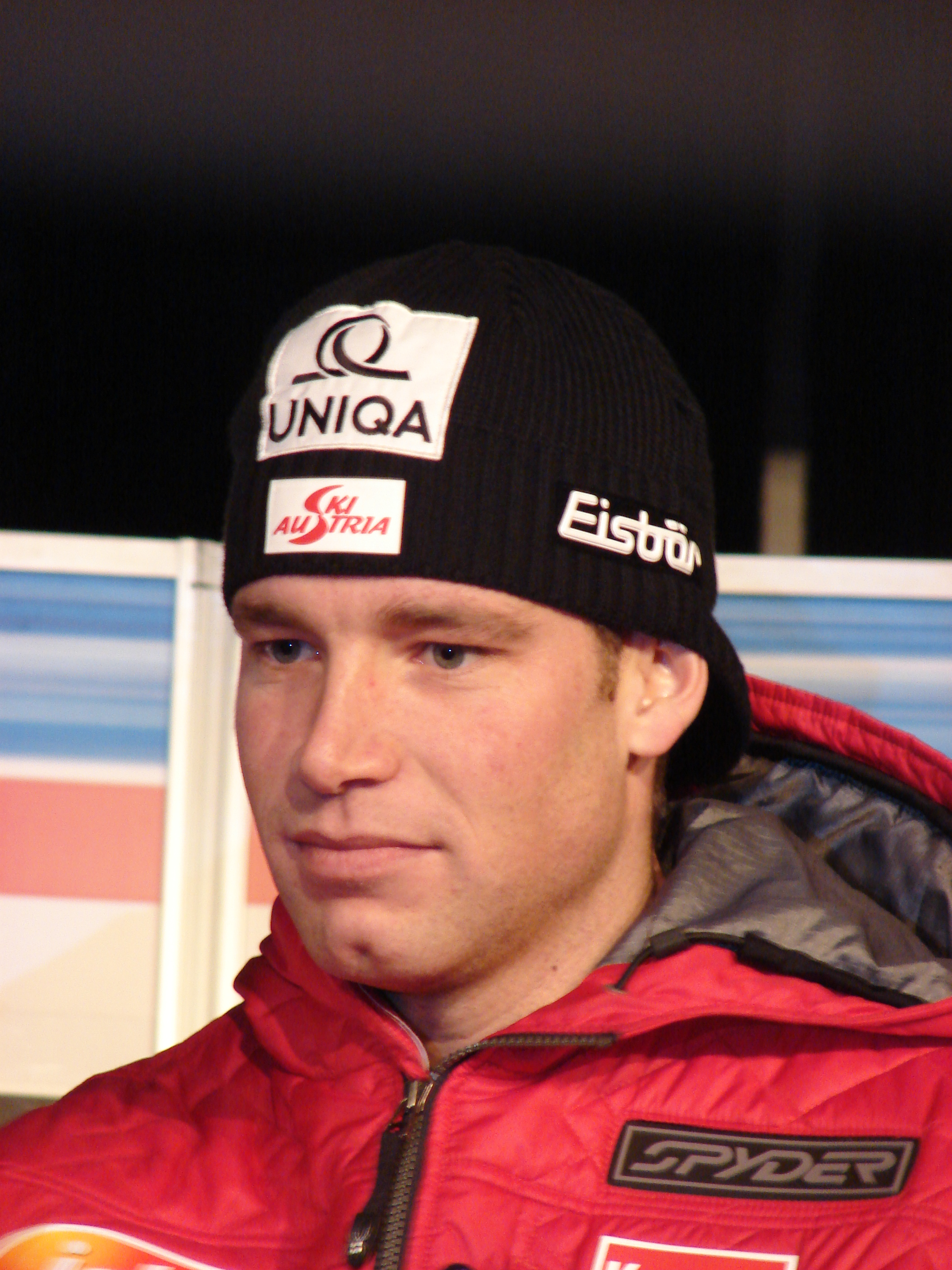
Benjamin Raich a été son plus sérieux rival dans lutte pour le gros globe 2007 et 2009.

Svindal, lors de la saison 2006-2007, devient le porte-drapeau de l'équipe de Norvège à la suite des retraites d'Aadmodt et de Kjus. Il remporte en début de saison le combiné de Beaver Creek à la suite d'une faute de Bode Miller à quelques portes de la fin, son troisième succès en coupe du monde, permettant de confirmer qu'il est aussi à l'aise dans les épreuves de vitesse que techniques, et en se positionnant comme un prétendant au gros globe de cristal. Il monte sur le podium du slalom géant de Beaver Creek deux jours plus tard et prend alors la tête du classement général devant le Suisse Didier Cuche. Au deuxième combiné mi-décembre à Reiteralm (Autriche), il prend la sixième place mais garde la tête du classement du général et du combiné. Il remporte une seconde victoire cette saison lors du slalom géant d'Hinterstoder le 12 décembre 2006 et a la particularité d'avoir remporté ses quatre premières épreuves de coupe du monde dans quatre disciplines différentes, une performance qui se rapproche de celle réalisé par son compatriote Aamodt les années précédentes. Il occupe aux fêtes de Noël la tête des classements du général, du combiné et du slalom géant. Malgré des performances en demi-teinte durant le mois de janvier 2007, il marque des points dans toutes les épreuves à l'exception du slalom d'Adelboden, il occupe toujours la tête du général mais voit revenir Benjamin Raich à sa hauteur qui compte 75 points de retard.
Viennent alors les championnats du monde qui se déroulent à Åre (Suède) où Svindal est inscrit dans toutes les épreuves. Il déçoit lors de l'épreuve du super G avec une 13e place et rate le podium en combiné avec une 5e place. Il arrive en outsider en descente mais peut compter sur la confiance née de la victoire sur cette même piste lors des finales de la coupe du monde 2006 et remporte le premier titre mondial de sa carrière devant Jan Hudec et Patrik Järbyn dans une épreuve marquée par des perturbations météorologiques. En revanche, il ne doit rien à personne lors de son deuxième titre mondial lors du slalom géant trois jours plus tard devant les Suisses Daniel Albrecht et Didier Cuche. Il termine ces mondiaux en abandonnant en première manche du slalom.
| Classement général 2007 |             |
| Nom                     | Total       |
| Aksel Lund Svindal      | 1268 points |
| Benjamin Raich          | 1255 points |
| Didier Cuche            | 1098 points |

Après des mondiaux réussis, Svindal repart dans la course au gros globe dans un mano a mano avec Benjamin Raich. Lors de l'étape de Garmisch-Partenkirchen fin février, Svindal ne réussit pas à prendre le large au classement avec une 16e et 19e place en descente, et une 20e place en slalom, Raich revient à 45 points de Svindal. Le week-end suivant à Kranjska Gora (Slovénie), Svindal prend la 4e place d'un slalom géant remporté par Raich puis abandonne le lendemain dans le slalom où Raich termine second. L'Autrichien dépasse alors Svindal au classement du général et compte 77 points d'avance. Toutefois, il reste alors sept épreuves dont quatre de vitesse (deux descentes et deux super G) ce qui profite à Svindal. À Kvitfjell (Suède), Svindal reste au contact de Raich au combiné en prenant la troisième place d'une épreuve dominée par Raich qui accroit toutefois son avance, Svindal alors son deuxième petit globe de cristal de sa carrière avec le classement du combiné devant Berthod et Ivica Kostelić. Il se classe ensuite 11e de la descente puis sort de la piste dans le super G. Il voit alors Raich le devancer de 103 points et Didier Cuche le dépasser de 11 points avant les finales de Lenzerheide. Il remporte aux finales la première épreuve en s'adjugeant la descente devant Albrecht et Christoph Gruber, il se replace devant Cuche au général et compte 213 points de retard sur Raich. Le lendemain il ajoute une nouvelle victoire avec le super G devant Raich et Erik Guay et ne compte que trois points de retard sur Raich. Enfin, il réalise la passe de trois avec une victoire en slalom géant devant Massimiliano Blardone et Bode Miller, il remporte à cette occasion le petit globe de slalom géant et compte 97 points avant la dernière épreuve de la saison : le slalom. Dans ce slalom, Raich survole la première manche, Svindal limitant les dégâts avec une 12e place. Svindal doit se classer dans les quinze premiers pouvoir marquer des points. Raich remporte bien l'épreuve mais Svindal termine à la 15e place, suffisant pour remporter pour la première fois de sa carrière le gros globe de cristal en comptant 13 points d'avance sur Raich. Il rend hommage alors à Aamodt et Kjus avec qui il a débuté en équipe de Norvège. Cette saison lui permet d'être élu sportif norvégien de l'année.

### Fin 2007: terrible chute à Beaver Creek

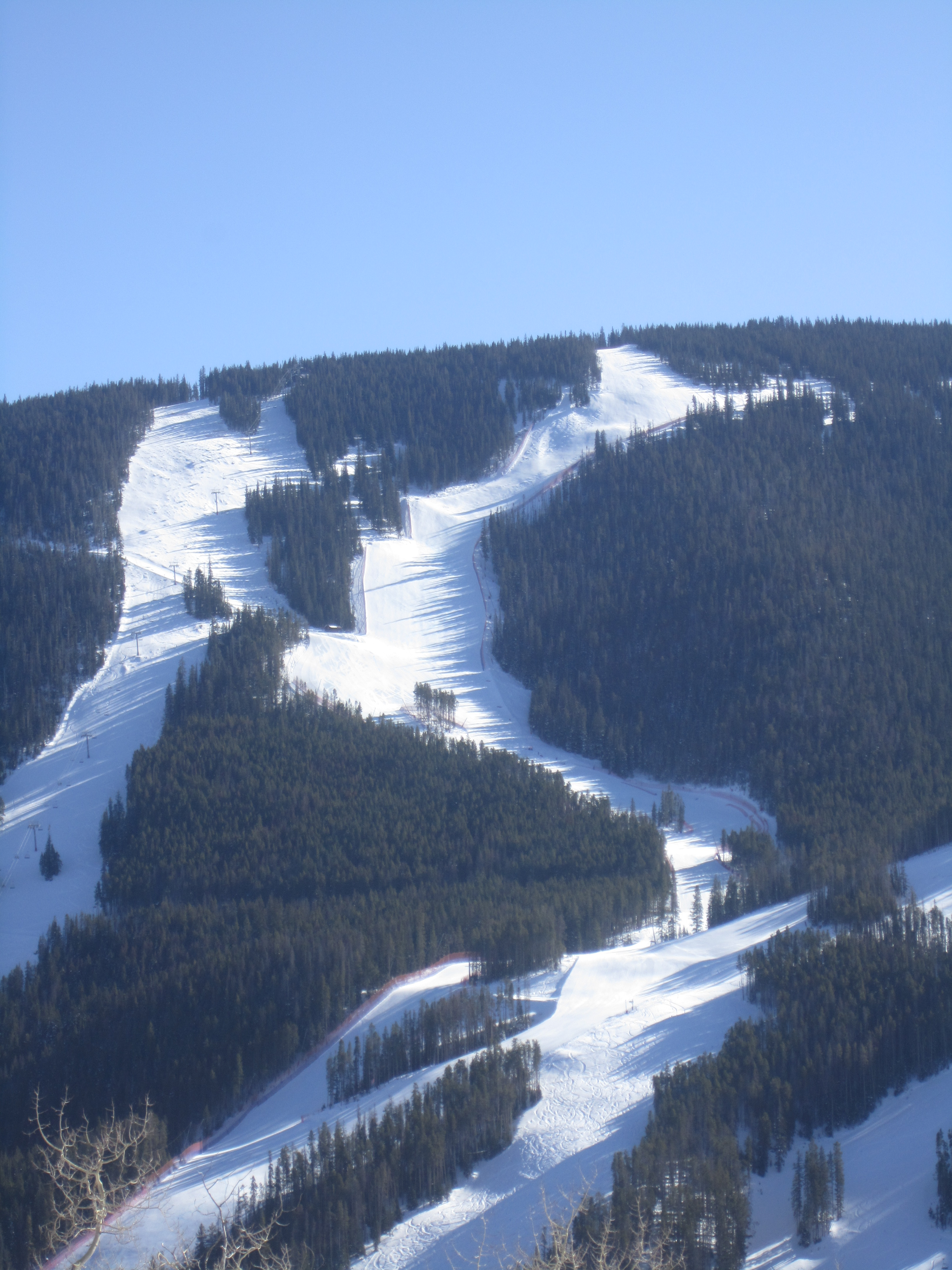
La piste de Beaver Creek où Svindal a été victime de sa terrible chute.

Auréolé d'une saison 2007 exceptionnelle, Svindal confirme sa suprématie lors du début de saison 2007-2008 en remportant la première épreuve - le slalom géant à Sölden - devant Ted Ligety et Kalle Palander, il déclare à l'issue de la course qu'il « se sens encore plus fort que la saison dernière ». Il prend ensuite une 13e place au slalom de Reiteralm et s'envole vers les étapes de Lake Louise. Après une 17e place en descente, il remporte le super G son deuxième succès de l'hiver, le neuvième de sa carrière, devant Raich et Cuche, et prend du même coup la tête du classement du général. Mais le week-end suivant à Beaver Creek, lors du premier entraînement en vue de la descente sur la piste « Birds of prey », Svindal est victime d'une chute spectaculaire à la suite d'un déséquilibre dans la compression qui suit le saut appelé « Golden Eagle » qui constitue la principale difficulté de la piste. Évacué de la piste, il est transporté à l'hôpital de Vail. Il souffre d'une double fracture du nez, d'une fracture de la pommette et d'une entaille profonde derrière la cuisse gauche créé par un de ses skis. Il est rapatrié en Norvège début décembre et évite tout pronostic de retour en compétition. Mi-janvier, il annonce mettre un terme à sa saison et se laisser le temps nécessaire pour revenir à la compétition, il déclare à cette occasion : « C'est étrange comme tout change rapidement. J'étais au sommet de ma forme, et tout à coup, je me suis retrouvé allongé dans un lit d'hôpital, incapable de bouger. ».

### Retour au sommet en 2009
De retour à compter de la saison 2008-2009, Svindal est déjà cité comme l'un des favoris pour la gros globe. Bénéficiant du dossard 2, il prend la 13e du slalom géant de Sölden pour son retour en coupe du monde. Fin novembre, il réussit son premier top 10 avec une 7e place à Lake Louise en descente pour sa première épreuve de vitesse. Début décembre, il revient sur la piste de « Birds of prey » qui l'a vu témoin de sa chute. Comme un pied de nez du destin, Svindal renoue avec le succès sur la descente devançant Marco Büchel et Erik Guay, et prend la tête du classement général. Il déclare alors « Je suis heureux. Normalement quand je gagne, je saute en l'air. Mais là c'est vraiment très spécial, c'est plus dans les tripes, à l'intérieur, que ça se passe. Avec ce succès, je crois que j'ai fait un grand pas vers le retour au niveau où j'étais avant mon accident ». Le lendemain, il double la mise en remportant le super G de Beaver Creek devant Maier et Walchhofer. Enfin il clôt ce week-end exceptionnel avec une troisième place en slalom géant derrière Raich et Ligety prenant le large au classement général. Il rate de peu un podium avec une 4e place au slalom géant de Val d'Isère et voit ses adversaires se rapprocher peu à peu de lui au général. Il fait un mois de janvier 2009 correct avec pour meilleur résultat une seconde place au super G derrière Klaus Kröll et une cinquième place au combiné de Kitzbühel. Toutefois, il est dépassé au général par Kostelić, Jean-Baptiste Grange et Raich avant les championnats du monde de Val d'Isère.
Inscrit dans quatre épreuves (descente, super G, slalom géant et slalom) dans lesquelles Svindal peut prétendre à une médaille, il remporte dès le premier jour la quatrième médaille de sa carrière dans des mondiaux avec une médaille de bronze dans le super G devancé par Cuche et Fill. Lors de la descente, il ne prend que la 11e place malgré un arrêt de l'épreuve en raison du brouillard juste avant son départ. Dans l'épreuve du combiné, Svindal signe le meilleur temps de la descente ce qui le met en position idéale avant le slalom. Son avance considérable lui permet d'ajouter son troisième titre mondial de sa carrière devant le Français Julien Lizeroux et le Croate Natko Zrncic-Dim. Lors de l'ultime épreuve, le slalom géant, il fait partie des favoris mais ne prend que le 12e temps de la première manche pour une 9e place finale. Svindal a remporté au cours de sa carrière une médaille dans chaque discipline à l'exception du slalom.
| Classement général 2009 |             |
| Nom                     | Total       |
| Aksel Lund Svindal      | 1009 points |
| Benjamin Raich          | 1007 points |
| Didier Cuche            | 919 points  |

Après des mondiaux réussis, Svindal retrouve la coupe du monde à Sestrières avec trois top-10 d'affilée de rester à la lutte pour le gros globe. À Kranjska Gora, il prend la 6e place du slalom géant puis à Kvitfjell la 3e place de la descente. Qualifié pour les finales, il compte bien réussir sa performance d'il y a deux ans, ayant seulement huit points de retard sur les leaders Cuche et Raich. Lors des finales d'Åre, il s'impose sur une descente raccourcie en raison du brouillard devant Cuche et Hans Olsson, sa douzième de sa carrière, il prend désormais la tête du classement général. Le lendemain, il remporte le petit globe de cristal du super G en prenant la deuxième place derrière l'Italien Werner Heel et conforte son avance au général avant les deux dernières épreuves techniques de la saison, où seul Raich peut encore le contrarier. En slalom géant, Svindal termine que 19e ne lui permettant pas de marquer de points tandis que Raich le remporte et se situe à deux points au classement, avant le slalom dont Raich est un spécialiste. C'est donc sur la dernière épreuve que se joue le gros globe. Parti avec le dossard 1, Raich enfourche en haut du parcours dès la première manche et ne peut pas donc pas dépasser Svindal au général qui sort aussi du parcours en première manche. Il s'agit du plus petit écart entre le vainqueur et le deuxième du général de l'histoire de la coupe du monde. Un an après son grave accident, Svindal est revenu au sommet de la hiérarchie mondiale. Il confie en fin de saison : « Je pense que c'était dur de l'emporter cette année parce que personne n'a réussi à émerger. Je me sens un peu mal d'avoir gagné de deux points dans la dernière course ».

### 2010: trois médailles aux Jeux olympiques

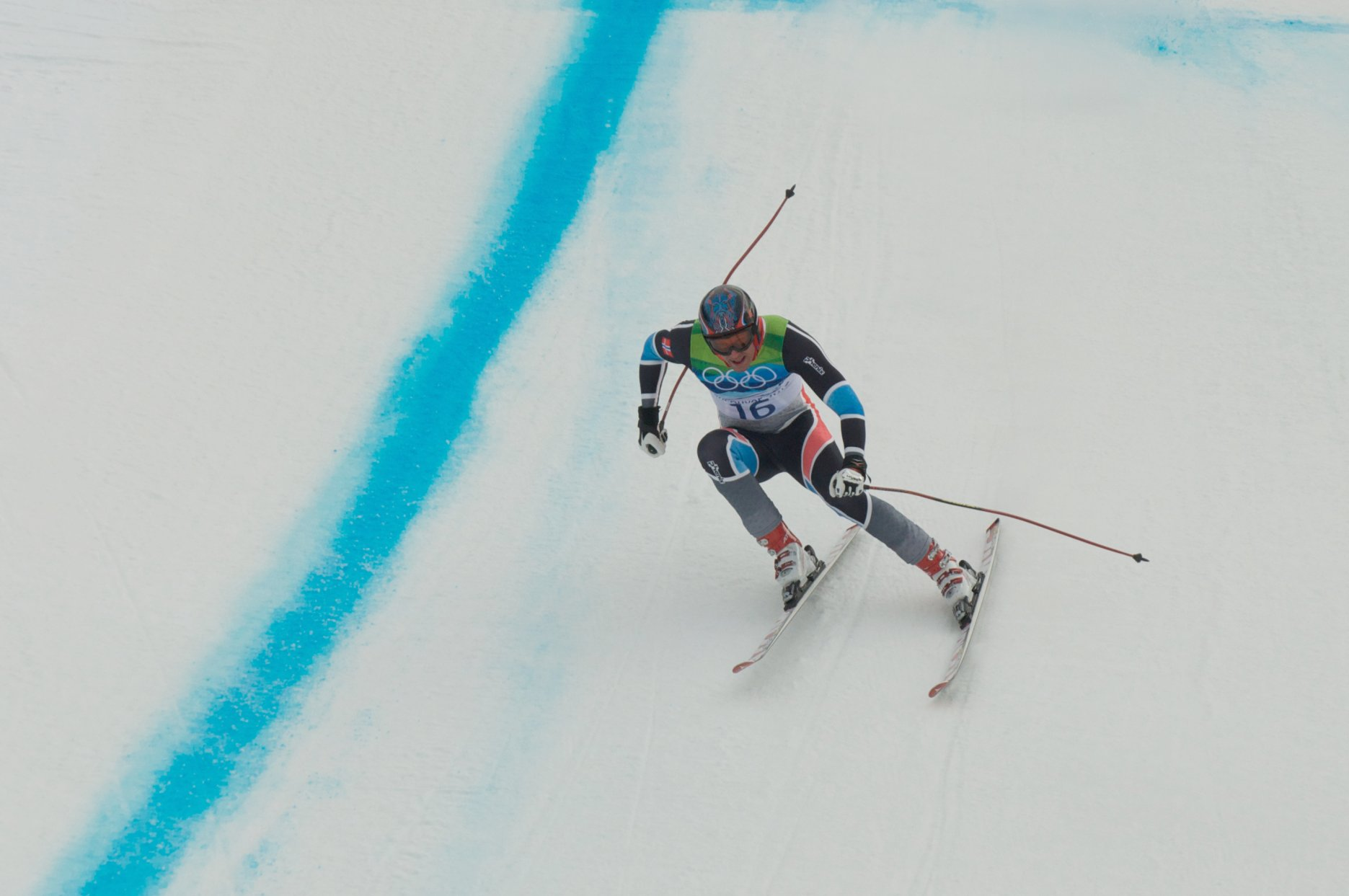
Svindal sur la descente des Jeux olympiques de 2010.

La saison 2009-2010 s'ouvre avec l'objectif d'être performant aux Jeux olympiques d'hiver de 2010 à Vancouver. Auteur de contre-performances lors des premières étapes à Sölden et Lake Louise, Svindal retrouve les top 10 et le podium à Beaver Creek début démcebre avec une troisième place en descente et slalom géant. Il réussit alors huit top-10 sur quatorze épreuves avant le nouvel an 2012. Il occupe alors le 4e rang de la coupe du monde derrière Carlo Janka, Raich et Cuche. Il poursuit par des résultats réguliers pendant tout le mois de janvier mais ne monte sur aucun podium, son meilleur résultat étant une 4e place à Kranjska Gora en slalom géant. Il est alors 5e du général, dépassé également par Marcel Hirscher et compte plus de 300 points de retard sur le leader Raich.
À 26 ans, il se présente aux Jeux olympiques avec des chances de médaille dans quatre disciplines, il ne prend part à l'épreuve du slalom (discipline qui ne lui réussit plus depuis quelques saison). Lors de la première épreuve, la descente, il parvient à réaliser de bons chronos aux entraînements. Avec son dossard 16, il prend la tête de l'épreuve avec deux centièmes de seconde d'avance sur Bode Miller, seul le Suisse Didier Défago parvient à le devancer de sept centièmes de seconde. Svindal savoure sa première médaille olympique de sa carrière et lance parfaitement sa quinzaine olympique. Quatre jours plus tard, il s'élance pour remporter son premier titre olympique en super G devant Miller et Andrew Weibrecht, et fait perdurer la tradition norvégienne aux Jeux olympiques puisque les Norvégiens se sont imposés à quatre reprises sur les sept éditions (avec le triplé d'Aamodt en 1994, 2002 et 2006). Il s'aligne ensuite au combiné et réalise le meilleur temps de la descente. Mais sur un tracé d'Anton Kostelić (père d'Ivica Kostelić), il fait une faute de pied qui l'éjecte du parcours. Enfin en slalom géant, malgré un dossard 14, il parvient à réaliser le troisième temps de la première manche derrière Janka et Raich. En piste pour une troisième médaille olympique, Svindal ne passe pas à côté de l'évènement et conserve sa place après la deuxième manche derrière Janka et son compatriote Kjetil Jansrud. Il réalise un triplé à l'instar de Miller à l'occasion de ces Jeux.
Au retour de ces Jeux, il ne reste plus que six épreuves dont quatre de vitesse. Il réussit à monter sur deux podiums lors du week-end à Kvitfjell avec une seconde place en descente derrière Cuche et une troisième place ensuper G derrière Gauy et Reichelt. Il est avant les finales quatrième du général de 218 points de Raich mais perd toute chance lors de la descente avec une 12e place. Le lendemain, il réussit toutefois à monter sur le podium du slalom géant derrière Guay et Kostelić. Il termine finalement à la quatrième place du général et ne remporte aucun petit globe.

### 2011: nouveau titre mondial

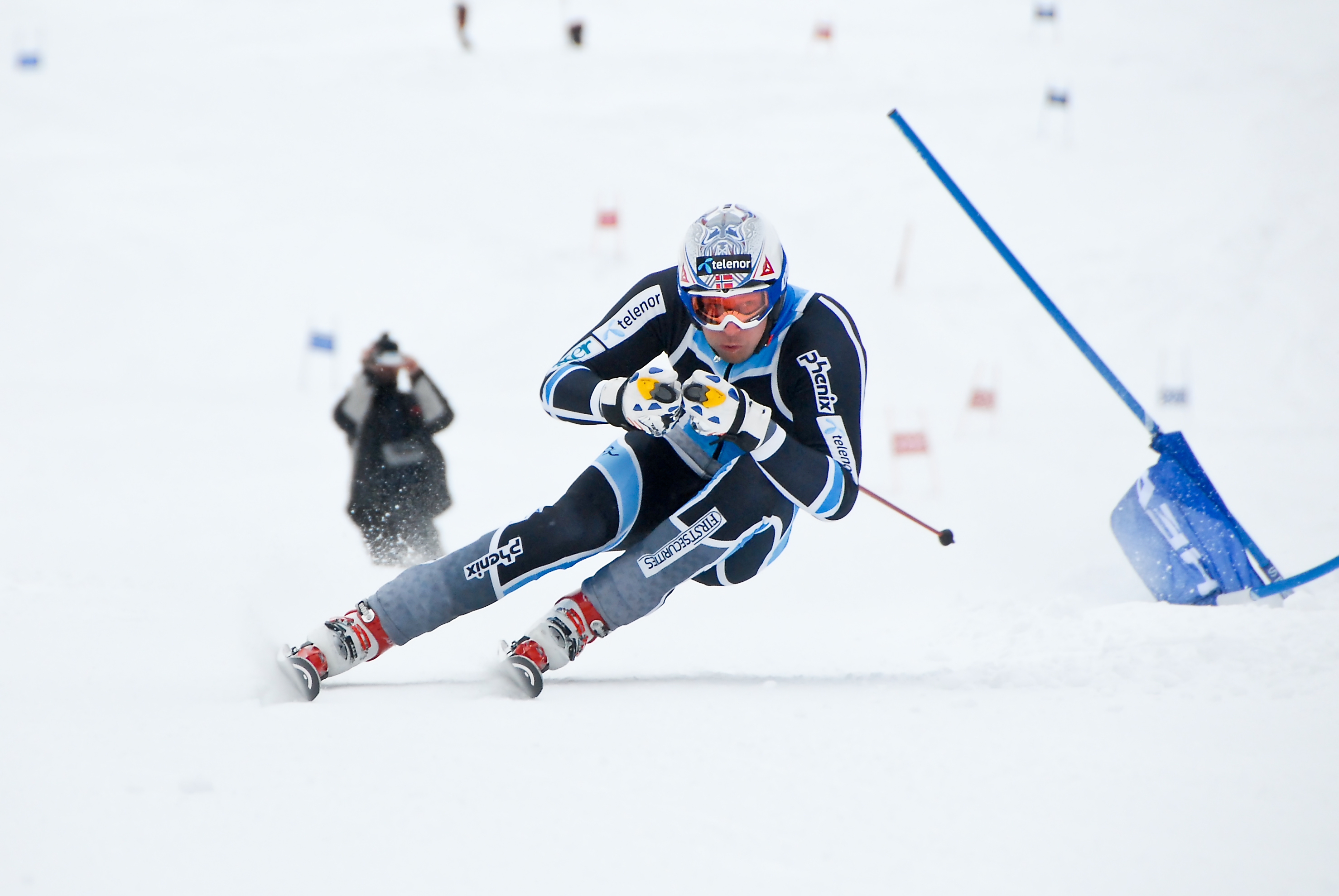
Aksel Lund Svindal en position de recherche de vitesse.

La saison 2010-2011 en coupe du monde lui réussit moins que les précédentes en raison de ses résultats en retrait en super G puisqu'il ne monte qu'à une reprise sur un podium sur les six disputés à Kitzbühel derrière Kostelić et Georg Streitberger, et ne termine finalement qu'au 16e rang de la discipline. Ses meilleures performances sont en slalom géant avec une victoire partagée avec Cyprien Richard à Adelboden et un podium à Val d'Isère derrière Ligety. Cette saison en demi-teinte ne l'empêche toutefois pas de terminer à la quatrième place du général derrière Kostelić, Cuche et Janka.
En février 2011, il prend part à ses cinquièmes championnats du monde à Garmisch-Partenkirchen. Lors du super G, annoncé comme favori, il abandonne en ratant une porte. En descente, il est le podium provisoire pour une médaille de bronze mais termine finalement cinquième après avoir été dépassé par Cuche et Romed Baumann. En combiné, il se présente comme tenant du titre mondial obtenu il y a deux ans à Val D'Isère. Il réalise le meilleur temps de la descente avant de confirmer en slalom, mettant plus d'une seconde à son poursuivant Christof Innerhofer, il remporte le quatrième titre mondial de sa carrière. Enfin en slalom géant, il est en tête de la première manche mais ne compte pas plus d'une seconde d'avance sur ses huit poursuivants. En seconde manche, il parvient à rester au contact mais termine au pied du podium à la quatrième place.
Il annonce ensuite faire l'impasse en coupe du monde sur l'étape de Bansko en raison d'une douleur genou droit. Troisième du général, il aligne des performances moyens lors des étapes de Kranjska Gora et Kvitfjell. Aux finales à Lenzerheide, il termine troisième de la descente derrière Adrien Théaux et Joachim Puchner, puis les épreuves de super G et de slalom géant son annulées en raison de la pluie. Svindal participe au dernier slalom de la saison avec une 17e place.

### 2012-2013: toujours en lutte pour le gros globe
En cette saison 2011-2012 sans grand évènement (Jeux olympiques ou Championnats du monde), Svindal est cité comme un favori pour remporter le gros globe de cristal aux côtés de Miller, Kostelić, Janka et Cuche. Début décembre, la troisième étape à Beaver Creek lui permet d'occuper la tête du général avec une victoire en descente et une seconde place en super G derrière Sandro Viletta. Il vit par la suite un mois de janvier 2012 difficile avec un top 10 en huit épreuves (10e au super combiné de Kitzbühel) et un 6e rang au général derrière Kostelić, Hirscher, Beat Feuz, Ligety et Cuche. Lors du mois de février, il ne monte sur aucun podium lors des étapes de Chamonix, Sotchi, Bansko, Moscou et Crans Montana mais aligne des top 10, 5e du général, il compte plus de 300 points de retard sur Hirscher. À Kvitfjell, il obtient deux podiums avec une troisième place en descente derrière Kröll et son compatriote Jansrud, et une seconde place en super G derrière Jansrud.
Avant les finales de Schladming, Svindal est leader du classement du super G et quatrième du général à 219 points de Feuz, trop loin pour venir contrarier le Suisse. Toutefois, comme à son habitude, Svindal réalise une grande performance lors de la descente qu'il remporte devant Feuz et Reichelt. Il s'agit de sa seizième victoire en coupe du monde et la meilleure préparation pour le super G du lendemain. Sur le super G, Svindal passe à côté de son épreuve et termine 16e, son principal adversaire pour le petit globe Cuche termine quant à lui 9e pour la dernière course de sa carrière et échoue à seulement 13 points de Svindal au classement du super G. Le Norvégien fête son cinquième petit globe de cristal de sa carrière, le troisième en super G (seuls Pirmin Zurbriggen et Hermann Maier font mieux). Au général, Svindal finit à la troisième place derrière Hirscher et Feuz qui incarnent la nouvelle génération.
Pour la saison 2012-2013, avec les retraites de Didier Cuche et les blessures de Beat Feuz et Bode Miller, Svindal s'inscrit comme l'un des grands favoris pour la course du gros globe de cristal et des petits globe de la descente et du super G. Il rate son entrée en matière lors du géant inaugural de Sölden (abandon), mais se reprend lors du premier week-end de vitesse fin novembre. Il réussit en effet un doublé confortable à Lake Louise en remportant la descente et le super G, et prend alors la tête du classement au général. Ensuite, il confirme à Beaver Creek avec un nouveau podium en descente en prenant la deuxième place derrière Innerhofer. À une semaine des Championnats du monde de Schladming, il inscrit à son palmarès une victoire prestigieuse lors du Super-G de Kitzbühel pour la première fois.

### 2013: nouveau titre mondial
Il devient champion du monde de descente pour la deuxième fois, le 9 février à Schladming en dévalant le tracé en 2 minutes, 1 seconde et 32 centièmes.
Il devance l'italien Dominik Paris de 46 centièmes et le français David Poisson de 97 centièmes. Avec cette victoire, il devient le premier skieur de l'histoire à remporter au moins un titre lors de quatre éditions consécutives des Championnats du monde. Il rajoute une médaille de bronze à son palmarès lors du Super G ne pouvant rien face à la démonstration de Ted Ligety qui décroche trois médailles d'or durant ces Championnats du monde. Malgré son échec dans la conquête du gros globe de cristal face à Marcel Hirscher, il remporte pour la première fois le globe en descente et un quatrième au Super-G. Sa principale satisfaction de la fin de saison est la première victoire de sa carrière devant son public à Kvitfjell lors du Super G, prenant un avantage clair sur Georg Streitberger, le lendemain de sa deuxième place derrière Adrien Théaux en descente. Il égale ainsi Kjetil-André Aamodt pour le record norvégien du nombre de succès en coupe du monde soit 21 victoires. 

### 2014: pas de médaille aux Jeux olympiques et blessure
Durant la saison 2013-2014, Svindal s'est de nouveau montré dominateur sur les épreuves de vitesse, remportant les globes du super-G et de la descente. Il termine pour la deuxième année consécutive au deuxième rang au classement général de la Coupe du monde toujours derrière Marcel Hirscher. Désigné porte-drapeau de la Norvège pour la cérémonie d'ouverture des Jeux olympiques de Sotchi, il n'a pas obtenu de médaille, terminant au mieux quatrième lors de la descente.
Juste avant le début de la saison 2014-2015, il se blesse lourdement au niveau du tendon d'Achille alors qu'il jouait au football. Il est opéré et manquera de trois à quatre mois de compétition d'après une interview de son docteur. Lui et tous ses fans espèrent qu'il pourra participer aux Mondiaux 2015 aux États-Unis. Il est actuellement en rééducation espérant pouvoir au moins disputer quelques courses de la Coupe du monde de ski alpin 2014-2015. C'est un autre norvégien qui domine les épreuves de vitesse 2014-2015 : en l'occurrence Kjetil Jansrud. Il arrive à être prêt à temps pour les Championnats du monde de Beaver Creek où il accroche deux fois le top 10, sixième en super G et descente. Il ne participera pas à  la suite de la saison pour éviter de perdre l'avantage des dossards protégés pour la saison suivante. 

### 2015-2016 et 2016-2017: blessures
Aksel Lund Svindal repart à l'assaut du gros globe lors de la saison 2015-2016, avec des victoires en décembre dans la descente et le super-G de Lake Louise, puis dans la descente de Beaver Creek, avant de s'imposer également dans les descente et super-G de Val Gardena. 
En janvier, il gagne aussi la descente de Wengen, soit un total de sept victoires depuis le début de la saison, mais à Kitzbühel le 23 janvier 2016, il est victime d'une rupture du ligament croisé du genou droit en chutant non loin de l'arrivée, qu'il rejoint toutefois sur ses skis. Mais sa saison s'arrête là et il doit être opéré. L'hiver suivant, après avoir totalisé trois podiums (2e du Super-G de Val d'Isère, 3e de la descente, et 2e de celle de Val Gardena), sa saison s'arrête également en janvier. Il doit retourner sur la table d'opération, expliquant que son « ménisque n'est plus attaché au genou ». Il se projette dès lors sur la saison olympique 2017-2018.

### 2017-2018: saison complète en Coupe du monde, titre olympique historique
Aksel Lund Svindal dispute enfin une saison complète en 2017-2018. Il dira qu'au cours de cet hiver, il s'agit du premier mois de février en quatre ans qu'il n'a pas passé à l'hôpital. En Coupe du monde, il obtient huit podiums dont trois victoires : descentes de Beaver Creek et de Val Gardena, et Super G de Kitzbühel. Il termine 3e du classement général et de celui du Super G et 2e du classement descente. Mais surtout, le 15 février sur la piste de vitesse de Jeongseon, il devient champion olympique de descente lors des Jeux d'hiver de PyeongChang 2018. Il bat son coéquipier Kjetil Jansrud de 12/100e de seconde, suivi par Beat Feuz à 18/100e. Il est à la fois le premier champion olympique norvégien en descente, et le plus vieux en ski alpin aux Jeux, à 35 ans et 51 jours. Il s'agit de sa quatrième médaille olympique et de son deuxième titre.

### 2018-2019:36evictoire en Coupe du monde et une médaille d'argent pour terminer
Le corps meurtri, souffrant toujours de son genou droit, abîmé lors de sa chute dans la descente de Kitzbühel en 2016 et opéré deux fois, Aksel Lund Svindal hésite pendant l'été à disputer une saison supplémentaire. Mais il repart et signe sa 36e victoire dans le Super-G de Val Gardena le 14 décembre 2018 après avoir pris la 3e place de la descente de Lake Louise et du Super G de Beaver Creek pour parvenir à 80 podiums en carrière. Le 27 janvier 2019, il annonce qu'il disputera ses dernières courses lors des Championnats du monde 2019 entre le 5 et le 17 février à  Åre. « J'ai pris la décision progressivement cette semaine, les choses ne se sont pas déroulées comme prévu » explique-t-il, « Terminer en Suède, près de chez moi, devant ma famille et mes amis, c'est une belle fin. C'est un luxe de pouvoir choisir le timing de sa sortie, et je pense que c'est le bon moment après tout ce que j'ai connu ces dernières années. Je ne changerai pas de décision ». Lors de ces Mondiaux, il commence par se classer 16e du Super G, avant de prendre part à sa dernière course le 9 février pour une descente dont le départ est abaissé, disputée sous les chutes de neige et dans de mauvaises conditions de visibilité. Il parvient à prendre la médaille d'argent à 2/100e de seconde de son coéquipier Kjetil Jansrud, sous les ovations du public pour un résultat inversé par rapport à la descente des Jeux de Pyeongchang. Aksel Lund Svindal se retire ainsi avec une neuvième médaille mondiale.

## Palmarès

### Jeux olympiques
Svindal a remporté quatre médailles lors des Jeux olympiques d'hiver en quatre participations. Lors de ses premiers Jeux olympiques en 2006, il est tout près d'une médaille en super G avec une cinquième place et en slalom géant avec une sixième place. Toutefois il réussit ses deuxièmes Jeux olympiques en 2010, il remporte tout d'abord une médaille d'argent en descente à sept centièmes de seconde de Didier Défago avant de remporter le titre olympique en super G devant les Américains Bode Miller et Andrew Weibrecht, enfin il prend une médaille de bronze en slalom géant derrière Carlo Janka et Kjetil Jansrud. À l'occasion de ces Jeux, il est le seul skieur à s'emparer de trois médailles avec Miller. En 2014, il échoue au pied du podium de la descente olympique de Sotchi et laisse briller du côté norvégien Kjetil Jansrud, vainqueur du super G. En 2018, il devient champion olympique de descente et devient le premier skieur de l'histoire à champion olympique de descente et de Super-G
| Épreuve / Édition   | Descente | Super G | Slalom géant | Slalom  | Combiné |
| JO 2006 Turin       | 21e      | 5e      | 6e           | —       | Abandon |
| JO 2010 Vancouver   | Argent   | Or      | Bronze       | Abandon | Abandon |
| JO 2014 Sotchi      | 4e       | 7e      | —            | —       | 8e      |
| JO 2018 PyeongChang | Or       | 5e      | —            | —       | Abandon |

Légende :
- : première place, médaille d'or
- : deuxième place, médaille d'argent
- : troisième place, médaille de bronze
- — : Aksel Lund Svindal n'a pas participé à cette épreuve

### Championnats du monde
Aksel Lund Svindal a remporté huit médailles lors des championnats du monde dont cinq titres. Lors de sa première participation en 2003 à Saint-Moritz, il ne remporte aucune médaille, son meilleur résultat étant une cinquième place en slalom géant. Lors des Championnats du monde 2005 à Bormio, il remporte sa première médaille (argent en combiné) puis remporte deux titres aux mondiaux de 2007 (descente et slalom géant) à Åre. Lors des Championnats du monde 2009 à Val d'Isère, il obtient une médaille de bronze en super G et un titre combiné. Enfin, lors des mondiaux de 2011 à Garmisch-Partenkirchen, il conserve son titre en combiné, son quatrième titre. Il n'y a qu'en slalom que Svindal n'a jamais remporté de médaille. En 2013, à Schladming, il devient pour la seconde fois champion du monde de descente. Pour le dernier départ de sa carrière, il remporte le 9 février 2019 la médaille d'argent des Championnats du monde à Åre derrière son coéquipier Kjetil Jansrud. 
| Épreuve / Édition                 | Descente | Super G | Slalom géant | Slalom  | Combiné |
| Mondiaux 2003 Saint-Moritz        | 22e      | Abandon | 5e           | —       | —       |
| Mondiaux 2005 Bormio              | 7e       | 7e      | 6e           | 12e     | Argent  |
| Mondiaux 2007 Åre                 | Or       | 13e     | Or           | Abandon | 5e      |
| Mondiaux 2009 Val d'Isère         | 11e      | Bronze  | 9e           | —       | Or      |
| Mondiaux 2011 Garmisch            | 5e       | Abandon | 4e           | —       | Or      |
| Mondiaux 2013 Schladming          | Or       | Bronze  | 4e           | —       | Abandon |
| Mondiaux 2015 Vail - Beaver Creek | 6e       | 6e      | —            | —       | —       |
| Mondiaux 2019 Åre                 | Argent   | 16e     | —            | —       | —       |

Légende :
- : première place, médaille d'or
- : deuxième place, médaille d'argent
- : troisième place, médaille de bronze
- — : n'a pas participé à cette épreuve

### Coupe du monde

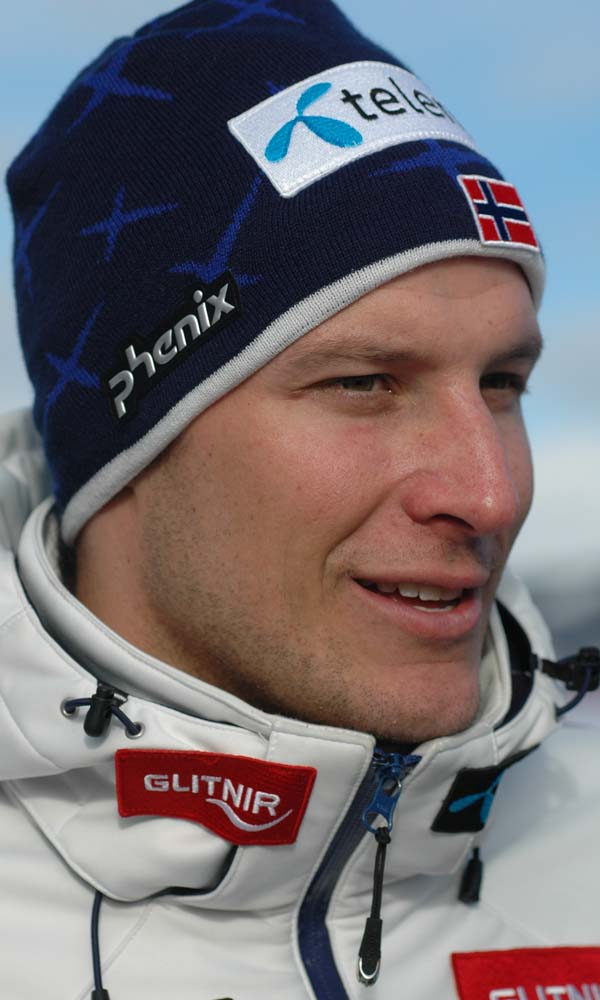
Aksel Lund Svindal

- 2 gros globes de cristal en 2007 et 2009.
- 9 petits globes de cristal :
  - Vainqueur du classement de la descente en 2013 et 2014.
  - Vainqueur du classement de super G en 2006, 2009, 2012, 2013 et 2014.
  - Vainqueur du classement de slalom géant en 2007.
  - Vainqueur du classement de combiné en 2007.
- 80 podiums dont 36 victoires.

palmarès au 14 décembre 2018

#### Différents classements en Coupe du monde
Svindal compte plus de 386 départs en Coupe du monde depuis la saison 2001. Il marque ses premiers points lors de la saison 2003 lors d'un slalom géant à Val d'Isère. Polyvalent, Svindal a la possibilité de se mêler à la lutte pour le gros globe de cristal qu'il remporte à deux reprises en 2007 et 2009, seul Norvégien à parvenir à cette performance avec Lasse Kjus.
| Saison / Épreuve | Saison / Épreuve | Général | Général | Descente | Descente | Slalom | Slalom | Slalom géant | Slalom géant | Super G | Super G | Combiné | Combiné |
| ---------------- | ---------------- | ------- | ------- | -------- | -------- | ------ | ------ | ------------ | ------------ | ------- | ------- | ------- | ------- |
| Saison / Épreuve | Saison / Épreuve | Class.  | Points  | Class.   | Points   | Class. | Points | Class.       | Points       | Class.  | Points  | Class.  | Points  |
| 2003             | 2003             | 39e     | 225     | 58e      | 4        | 38e    | 33     | 26e          | 54           | 23e     | 54      | 4e      | 80      |
| 2004             | 2004             | 19e     | 396     | 36e      | 40       | 41e    | 38     | 19e          | 103          | 15e     | 138     | 6e      | 77      |
| 2005             | 2005             | 21e     | 370     | 30e      | 83       | 30e    | 83     | 37e          | 35           | 11e     | 156     | -       | -       |
| 2006             | 2006             | 2e      | 1006    | 13e      | 182      | 13e    | 205    | 10e          | 195          | 1er     | 284     | 7e      | 140     |
| 2007             | 2007             | 1er     | 1268    | 7e       | 321      | 21e    | 118    | 1er          | 416          | 5e      | 181     | 1er     | 232     |
| 2008             | 2008             | 40e     | 234     | 45e      | 14       | 50e    | 20     | 19e          | 100          | 22e     | 100     | -       | -       |
| 2009             | 2009             | 1er     | 1009    | 4e       | 356      | -      | -      | 5e           | 260          | 1er     | 292     | 11e     | 101     |
| 2010             | 2010             | 4e      | 883     | 7e       | 248      | 54e    | 9      | 8e           | 211          | 3e      | 314     | 9e      | 101     |
| 2011             | 2011             | 4e      | 789     | 10e      | 220      | -      | -      | 2e           | 306          | 16e     | 113     | 5e      | 120     |
| 2012             | 2012             | 3e      | 1131    | 6e       | 370      | -      | -      | 11e          | 205          | 1er     | 413     | 5e      | 128     |
| 2013             | 2013             | 2e      | 1226    | 1er      | 439      | -      | -      | 6e           | 229          | 1er     | 480     | 5e      | 63      |
| 2014             | 2014             | 2e      | 1091    | 1er      | 570      | -      | -      | 16e          | 130          | 1er     | 346     | 12e     | 45      |
| 2016             | 2016             | 5e      | 916     | 2e       | 436      | -      | -      | 27e          | 90           | 3e      | 310     | 9e      | 80      |
| 2017             | 2017             | 39e     | 220     | 15e      | 140      | -      | -      | -            | -            | 18e     | 80      | -       | -       |
| 2018             | 2018             | 3e      | 886     | 2e       | 612      | -      | -      | -            | -            | 3e      | 274     | -       | -       |
| 2019             | 2019             | 20e     | 419     | 10e      | 200      | -      | -      | -            | -            | 7e      | 219     | -       | -       |

#### Détail des victoires
Aksel Lund Svindal remporte sa première victoire le 27 novembre 2005 à Lake Louise lors d'un super G. Au long de sa carrière, il collectionne trente-cinq victoires sur le circuit dans des épreuves au format différent : descente, super G, slalom géant et combiné. Seule une victoire en slalom lui manque. Il est le Norvégien le plus victorieux devant Kjetil André Aamodt et Kjetil Jansrud (21 victoires). Lake Louise est la station où il a remporté le plus d'épreuves avec huit victoires (deux en descente, six en super G).
| Saison / Épreuve | Descente                                    | Slalom géant             | Super G                                     | Combiné      | Total |
| 2006             | Åre                                         | –                        | Lake Louise                                 | –            | 2     |
| 2007             | Lenzerheide                                 | Hinterstoder Lenzerheide | Lenzerheide                                 | Beaver Creek | 5     |
| 2008             | –                                           | Sölden                   | Lake Louise                                 | –            | 2     |
| 2009             | Beaver Creek Åre                            | –                        | Beaver Creek                                | –            | 3     |
| 2010             | –                                           | –                        | Val Gardena                                 | –            | 1     |
| 2011             | –                                           | Adelboden                | –                                           | –            | 1     |
| 2012             | Schladming                                  | –                        | Lake Louise                                 | –            | 2     |
| 2013             | Lake Louise                                 | –                        | Lake Louise Val Gardena Kitzbühel Kvitfjell | –            | 5     |
| 2014             | Beaver Creek Bormio                         | –                        | Lake Louise Val Gardena                     | –            | 4     |
| 2016             | Lake Louise Beaver Creek Val Gardena Wengen | –                        | Lake Louise Val Gardena Kitzbühel           | –            | 7     |
| 2018             | Beaver Creek Val Gardena                    | –                        | Kitzbühel                                   | –            | 3     |
| 2019             |                                             | –                        | Val Gardena                                 | –            | 1     |
| Total            | 14                                          | 4                        | 17                                          | 1            | 36    |

### Championnats du monde junior
Aksel Lund Svindal a remporté une médaille d'or, deux médailles d'argent et une médaille de bronze lors de ses participations aux championnats du monde junior entre 2000 et 2002. À l'exception du slalom géant, il a remporté à une médaille dans chacune des épreuves. En 2000, âgé de 17 ans, pour ses premiers mondiaux juniors au Québec (Canada), il est loin de jouer de les premiers rôles et se contente pour meilleur résultat d'une 28e place en slalom. Un an plus tard à Verbier (Suisse), il améliore ses résultats mais ne parvient pas à entrer dans un top 10. Enfin, lors des mondiaux 2002 en Italie, il est le seul skieur à y gagner une médaille à chacune des épreuves avec un titre en combiné, une médaille d'argent en super G et deux médailles de bronze en descente et slalom, l'épreuve du slalom géant a été annulée. En tant que norvégien, seuls Kjetil André Aamodt et Lasse Kjus en 1990 avait remporté quatre médailles.
| Épreuve / Édition              | Descente | Super G | Slalom géant | Slalom  | Combiné |
| Mondiaux 2000 Mont Sainte-Anne | 48e      | 33e     | 39e          | 28e     | -       |
| Mondiaux 2001 Verbier          | 13e      | 18e     | 13e          | Abandon | -       |
| Mondiaux 2002 Italie           | Bronze   | Argent  | Annulé       | Bronze  | Or      |

### Coupe d'Europe
- Vainqueur du classement de slalom en 2003.
- 5 victoires (3 en slalom et 2 en slalom géant).

### Championnats de Norvège
- Champion de slalom géant en 2003, 2005, 2006, 2007 et 2012.
- Champion de slalom en 2003, 2004 et 2006.
- Champion de super G en 2004, 2010, 2012 et 2013.
- Champion de descente en 2006, 2010 et 2013.
- Champion de super combiné en 2012 et 2013.

## Sponsors
Svindal fait partie des rares skieurs à accumuler des contrats de sponsoring. Dans le ski, Svindal est sous contrat avec la marque américain Head pour son matériel, Phenix pour ses combinaisons, Swix, Sweet Protection pour son casque de ski et Oakley pour ses lunettes (à partir de 2012). Par ailleurs, Svindal représente de nombreuses marques en dehors du ski, à commencer par Longines (depuis 2010), Telenor et Red Bull lorsque ce dernier ne fut plus prohibé en Norvège. Il a auparavant été chez Dainese concernant les protections, masque et casque de ski.